# Aeroportul Wewak
Aeroportul Wewak (IATA: WWK, ICAO: AYWK) este un aeroport din East Sepik Province⁠(d), Momase Region⁠(d), Papua Noua Guinee. A fost numit după Wewak⁠(d).
Situat la o altitudine de 6 m, aeroportul dispune de o singură pistă.